# Hadena psittacus
Hadena psittacus är en fjärilsart som beskrevs av Herrich-Schäffer 1850. Hadena psittacus ingår i släktet Hadena och familjen nattflyn. Inga underarter finns listade i Catalogue of Life.